# Kurfis
Kurfis (arab. قرفيص) – wieś w Syrii, w muhafazie Latakia. W 2004 roku liczyła 799 mieszkańców.